# Manami Nakano
Manami Nakano (中野 真奈美 Nakano Manami?), född 30 augusti 1986, är en japansk fotbollsspelare som spelar för AC Nagano Parceiro.
Manami Nakano spelade 12 landskamper för det japanska landslaget. Hon deltog bland annat i Asiatiska spelen 2010.